# Poerio Mascella
Poerio Mascella (Novafeltria, 19 ottobre 1950 – Novafeltria, 1º novembre 2021) è stato un calciatore italiano, di ruolo portiere.

## Carriera

Mascella (accosciato, primo da destra) alla Ternana nel 1977-1978

Debutta nella Serie C 1969-1970 con la maglia del Seregno, disputando con questa squadra anche i due campionati successivi di terza serie. In seguito si trasferisce al Como, dove però in due stagioni di Serie B colleziona appena 3 presenze. Seguono altri due campionati in Serie C, da titolare, con le maglie di Livorno e Messina.
Poi disputa quattro stagioni consecutive in Serie B, ciascuna disputando tutte le 38 gare a disposizione: nel 1976-77 milita nelle file del Varese, mentre nei tre tornei successivi difende i pali della Ternana.
All'inizio della stagione 1980-1981 viene ingaggiato come estremo difensore della Pistoiese, che nell'occasione disputa il suo primo e fin qui unico campionato nella massima categoria. Anche in quel torneo, composto da 30 partite, Mascella risulta sempre presente, fatto che lo rende il giocatore più presente in Serie A con la compagine toscana. Resta con la società arancione anche dopo la retrocessione tra i cadetti, per poi disputare nella stessa categoria i due campionati successivi, ma con la maglia del Monza.
Conclude la carriera con il Bari nel 1985, disputando 8 incontri come secondo di Luigi Imparato e conquistando la promozione in Serie A. In carriera ha totalizzato complessivamente 30 presenze in Serie A, e 218 presenze in Serie B.
Dopo il ritiro, dal 2009 fino ad agosto 2010 è stato il consulente tecnico della Ternana, svolgendo in seguito attività di scouting per il Verona.